# 异样局总管府
异样局总管府，元代官署名，隶属将作院。
主管制造宫廷、诸王府所需的纺织品及其印染事务。所属匠人散诸各地居住，均世籍。所属有异样纹绣提举司、异样织染提举司、纱罗提举司等。